# Zaprionus tsacasi
Zaprionus tsacasi är en tvåvingeart som beskrevs av Yassin 2008. Zaprionus tsacasi ingår i släktet Zaprionus och familjen daggflugor. Inga underarter finns listade i Catalogue of Life.